# Jonathan Bourhis
Jonathan Louis Alain Bourhis (Tours, 10 ottobre 1990 – Veuvey-sur-Ouche, 1º novembre 2009) è stato un cestista francese.

## Carriera
Playmaker cresciuto cestisticamente nel Digione, esordì in Pro A con la prima squadra nel 2008. Al termine della stagione 2008-2009 collezionò in totale 7 presenze. Nel luglio 2009 venne convocato per il Mondiale Under-19, chiuso dalla Francia all'8º posto. Iniziò la stagione 2009-2010 sempre al Digione, firmando il suo primo contratto da professionista.
Il 1º novembre 2009 è morto prematuramente all'età di 19 anni in un incidente stradale nei pressi di Veuvey-sur-Ouche.